# Мизиново (Татарстан)
 Мизиново  — село в Зеленодольском районе Татарстана. Входит в состав городского поселения Нижние Вязовые.

## География
Находится в западной части Татарстана на расстоянии приблизительно 8 км на юг от районного центра города Зеленодольск в правобережной части района у речки Секерка.

## История
Основано во второй половине XVII века. До революции в селе проживала большая община старообрядцев (около 30% населения). В советское время работали колхозы «15 лет ОГПУ», Приволжье», позже АО «Авангард».

## Население
Постоянных жителей было в 1782 году — 138 душ мужского пола, в 1859—598 жителей, в 1897—728, в 1908—600, в 1920—599, в 1926—687, в 1938—584, в 1949—562, в 1958—602, в 1970—531, в 1979—359, в 1989—204. Постоянное население составляло 148 человек (русские 85 %) в 2002 году, 166 в 2010.

## Археология
На Мизиновском IV селище нашли серебряный пенни короля Англии Этельреда II Неразумного, отчеканенный в 997—1003 годах.